# 貝爾格拉諾縣 (聖路易省)

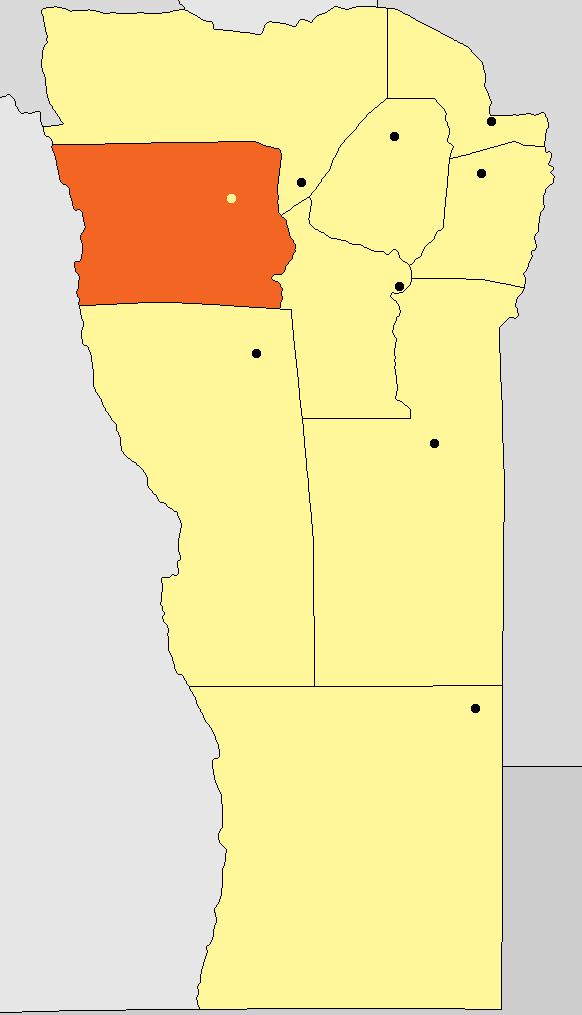

貝爾格拉諾縣（西班牙語：Departamento Belgrano），是阿根廷的縣份，位於該國中北部聖路易省，首府設於羅卡將軍鎮，面積6,626平方公里，該地區的地震活動頻繁和低強度，2010年人口3,985，人口密度每平方公里0.6人。